# Hemibystra mocoensis
Hemibystra mocoensis är en stekelart som beskrevs av Heinrich 1968. Hemibystra mocoensis ingår i släktet Hemibystra och familjen brokparasitsteklar. Inga underarter finns listade i Catalogue of Life.